# US Open 1981
Lo US Open 1981 è stata la 101ª edizione dello US Open e quarta prova stagionale dello Slam. Si è disputato dal 1° al 13 settembre 1981 al USTA Billie Jean King National Tennis Center in Flushing Meadows di New York negli Stati Uniti. 
Il singolare maschile è stato vinto da John McEnroe, che si è imposto su Björn Borg in quattro set col punteggio di 4–6, 6–2, 6–4, 6–3. Il singolare femminile è stato vinto da Tracy Austin, che ha battuto in finale in tre set Martina Navrátilová. 
Nel doppio maschile si sono imposti Peter Fleming e John McEnroe. Nel doppio femminile hanno trionfato Anne Smith e Kathy Jordan. 
Nel doppio misto la vittoria è andata a Anne Smith, in coppia con Kevin Curren.

## Seniors

### Singolare maschile
John McEnroe ha battuto in finale  Björn Borg con il punteggio di 4–6, 6–2, 6–4, 6–3.
- È stato il 4º titolo del Grande Slam per McEnroe e il suo 3º US Open consecutivo.

### Singolare femminile
Tracy Austin ha battuto in finale  Martina Navrátilová con il punteggio di 1–6, 7–6(4), 7–6(1).
- È stato il 2° (e ultimo) titolo del Grande Slam per Tracy Austin e il suo 2º US Open.

### Doppio maschile
John McEnroe /  Peter Fleming  hanno vinto in finale contro  Heinz Günthardt /  Peter McNamara per walkover.

### Doppio femminile
Anne Smith /  Kathy Jordan hanno battuto in finale  Rosemary Casals /  Wendy Turnbull con il punteggio di 6–3, 6–3.

### Doppio misto
Anne Smith /  Kevin Curren hanno battuto in finale  JoAnne Russell /  Steve Denton con il punteggio di 6–4, 7–6(4).

## Juniors

### Singolare ragazzi
Thomas Högstedt ha battuto in finale  Hans Schwaier con il punteggio di 7–5, 6–3.

### Singolare ragazze
Zina Garrison ha battuto in finale  Kate Gompert con il punteggio di 6–0, 6–3.